# Provieh

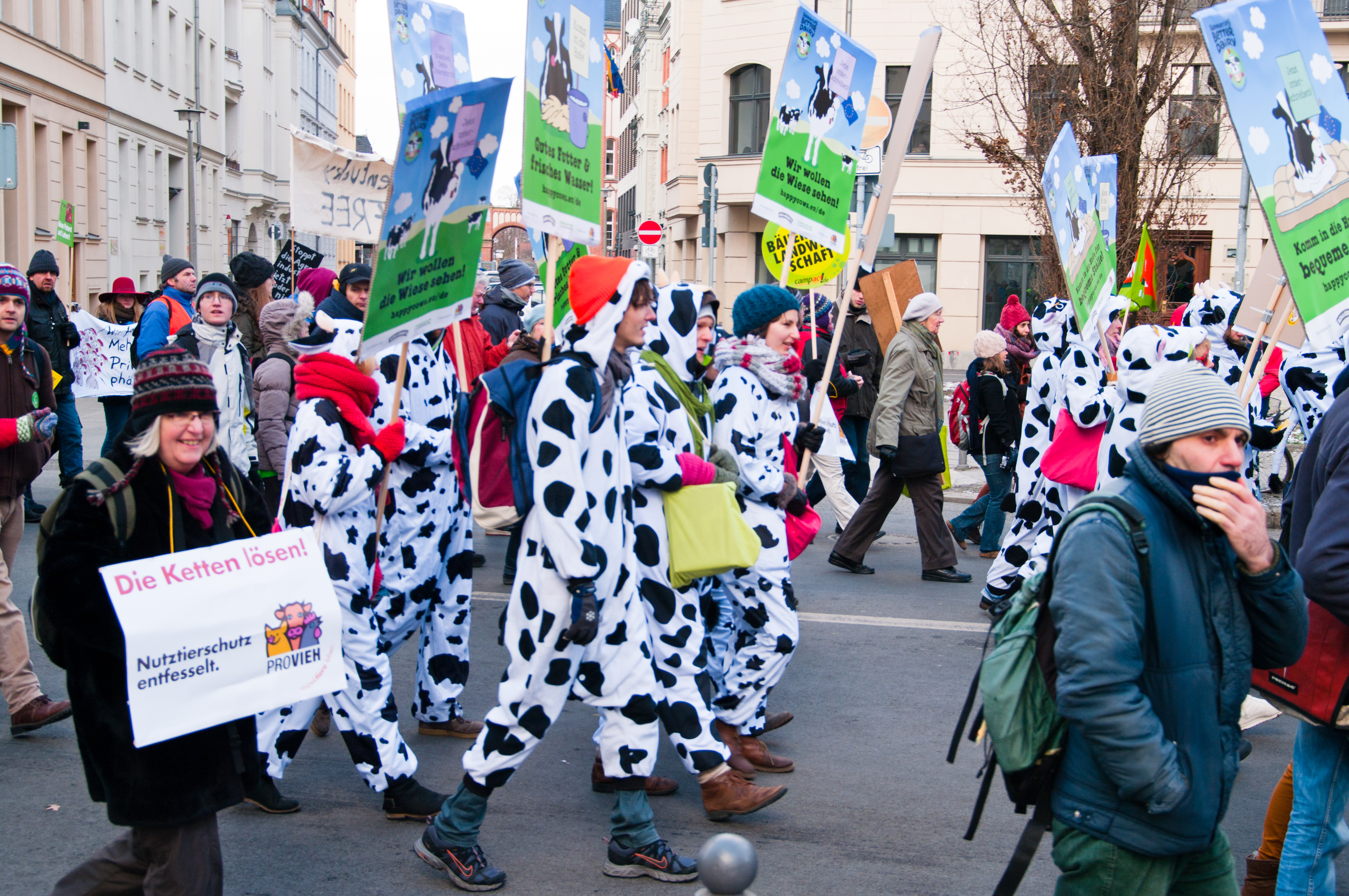
Links ein Schild von Provieh an der "Wir haben es satt!"-Demonstration in Berlin 2013

Provieh e. V. (Eigenschreibweise: PROVIEH) ist ein eingetragener Verein mit Sitz in Kiel. Er ist nach eigenen Angaben der älteste und zugleich größte Tierschutzverein für artgemäße Nutztierhaltung in Deutschland und setzt sich gegen industrielle Intensivtierhaltung ein.

## Vereinsgeschichte
Am 15. Juni 1973 gründeten die Schwestern Margarete Bartling, eine frühere Oberlandwirtschaftsrätin im Agrarministerium von Schleswig-Holstein, und Olga Bartling, damalige Leiterin der Heikendorfer Volkshochschule, den Verein gegen tierquälerische Massentierhaltung (VgtM) e. V. in Heikendorf. Er ist damit laut Taz der älteste Verein Deutschlands, der sich für die Rechte von Nutztieren einsetzt.
Am 3. Dezember 1992 verlieh der Minister für Natur, Umwelt und Landesentwicklung des Landes Schleswig-Holstein, Berndt Heydemann, dem VgtM e. V. den Umweltpreis des Ministers für Natur, Umwelt und Landesentwicklung für vorbildliche Arbeit in den Bereichen Natur und Umwelt. 1993 wurden die Schwestern Bartling von Bundespräsident Richard von Weizsäcker in Würdigung ihrer Verdienste um das allgemeine Wohl mit dem Verdienstkreuz am Bande des Verdienstordens der Bundesrepublik Deutschland ausgezeichnet. 2003 feierte der Verein gegen tierquälerische Massentierhaltung e. V. sein 30-jähriges Bestehen und erhielt den Namenszusatz PROVIEH.
2016 erhielt Provieh e. V. das Verbandsklagerecht. Damit kann der Verein „tierschutzrelevante Entscheidungen von Behörden gerichtlich überprüfen“ lassen. 2017 verabschiedete sich der Verein von dem Namen „Verein gegen tierquälerische Massentierhaltung“ und hieß somit nun PROVIEH e. V. 2023 feierte PROVIEH 50-jähriges Jubiläum.

## Vereinsorganisation
Die Bundesgeschäftsstelle befindet sich in Kiel. Der Vereinsvorstand ist ehrenamtlich tätig. Der Verein finanziert sich aus Mitgliedsbeiträgen, Spenden und Nachlässen. Seit 1999 gehört er dem Deutschen Spendenrat an.

## Ziele und Tätigkeiten
Der Verein versteht sich als wissenschaftlich orientierter Fachverband. Er fordert für alle Nutztiere eine art-, bedürfnis- und verhaltensgerechte Unterbringung sowie Vermeidung von Schmerzen und Leiden. Durch Verbraucheraufklärung, Protestschreiben, Petitionen, Stellungnahmen sowie Änderungsvorschläge für Richtlinien und Gesetze versucht er dies durchzusetzen. Von Anfang an war ein zentrales Thema die artgerechte Hühnerhaltung. Der Verein brachte Petitionen und Gutachten auf den Weg, die schließlich dazu beitrugen, dass die Käfighaltung von Legehennen verboten wurde. Laut Marco Rimkus, Professor an der Hochschule Emden/Leer, bringt Provieh den „Aspekt des Tierwohls mit der Bedeutung der Tierhaltung für den menschlichen Organismus“ in Verbindung. So verpflichten sich die Mitglieder des Vereins einer Entwicklung entgegenzuwirken, die zu einer rücksichtslosen Ausbeutung des Nutztieres als ‚Produktionsmittel‘ geführt habe, die fragwürdig in Hinblick auf eine gesunde Ernährung der Bevölkerung sei.